# 野瀬英豪
野瀬 英豪（のせ えいごう、1978年7月7日 -）は埼玉県浦和市（現：さいたま市）出身の日本の柔道家。現役時代は81kg級の選手。身長は177cm。得意技は内股、腕挫十字固。

## 経歴
父親はロサンゼルスオリンピック86kg級銅メダリストである野瀬清喜。大久保中学から桐蔭学園高校へ進んだ。
2年の時にハワイでの合宿に参加した際に、ロサンゼルスオリンピック78kg級銀メダリストであるイギリスのニール・アダムスに十字固を伝授された。それまでは寝技を一切やってこなかったが、十字固を身に付けたことで技の幅が広がったという。
3年の時には井上康生率いる東海大相模高校を神奈川県予選で破ると、インターハイでも決勝で国士舘高校を破って優勝を果たした。個人戦の中量級では5位にとどまった。全日本ジュニアの86kg級では決勝で国士舘大学1年の斎藤制剛に敗れたが2位となった。
1997年には父親が柔道部を指導する埼玉大学へ進むと、1年の時には全日本ジュニアの決勝で筑波大学2年の坂本道人を破って優勝を飾った。3年の時には正力杯の81kg級決勝で坂本を破って優勝した。4年の時には正力杯決勝で高校の2年後輩となる小野卓志に敗れて2連覇はならなかった。講道館杯では3位だった。嘉納杯の無差別ではベスト16に入った。
2001年には了徳寺学園の職員となると、全日本選手権に出場するが、初戦で綜合警備保障の上水研一朗に敗れた。体重別で3位となった。
講道館杯では決勝まで進むが、平成管財の秋山成勲に敗れた。2002年の日本国際柔道大会では3位となった。2003年には筑波大学の大学院へも進学した。実業個人選手権では優勝を飾った。2005年の体重別では同じ了徳寺学園職員の小野に敗れて2位だった。2006年には実業個人選手権の73kg級で2位となった。
父親は息子の柔道について、大略次のように述べている。｢競った試合をモノにできないことが多かった。技の切れはあったが、慎重に構えるきらいがあり、堅実だが爆発力はなかった。できれば担ぎ技も覚えておきたかった｣。
引退後は埼玉大学柔道部のコーチを経て、淑徳大学の女子柔道部監督になった。2016年からは全日本の女子ジュニアコーチにも就任した。
2021年からは全日本の女子ジュニアヘッドに就任し、若手選手の育成に尽力している。
東京五輪では三芳町町長の林伊佐雄と協力し、オランダ女子柔道チームのホストタウンを招致した。その功績から、2021年には三芳町ふるさと大使に任命されている。

## 主な戦績
- 1996年 - インターハイ 個人戦中量級 5位 団体戦 優勝
- 1996年 - 全日本ジュニア 2位86kg級
- 1997年 - フランスジュニア国際 2位
- 1997年 - ポーランドジュニア国際 3位
- 1997年 - 全日本ジュニア 優勝78kg級
- 1999年 - 正力杯 優勝
- 2000年 - 正力杯 2位
- 2000年 - 講道館杯 3位
- 2001年 - 体重別 3位
- 2001年 - 講道館杯 2位
- 2001年 - 韓国国際 優勝
- 2002年 - 日本国際柔道大会 3位
- 2002年 - ロシア大統領杯 団体戦 3位
- 2003年 - オランダ国際 3位
- 2003年 - ベラルーシ国際 3位
- 2003年 - イタリア国際 3位
- 2003年 - 実業個人選手権 優勝
- 2004年 - グルジア国際 2位
- 2005年 - 体重別 2位
- 2005年 - イタリア国際 2位
- 2006年 - 実業個人選手権 2位73kg級

(出典、JudoInside.com)。